# Buffalo River Bridge
Pour les articles homonymes, voir Buffalo.
Le Buffalo River Bridge est un pont routier américain situé dans le comté de Newton, dans l'Arkansas. Construit en 1931, ce pont en treillis permet le franchissement de la Buffalo par l'Arkansas Highway 7. Protégé au sein de la Buffalo National River, il est inscrit au Registre national des lieux historiques depuis le 9 avril 1990.